# Stermotor

Animatie werking Stermotor

Een stermotor of radiaalmotor is een type motor waarbij de cilinders in een ster- of cirkelvorm rondom de krukas gesitueerd zijn.
De term "radiaalmotor" wordt meestal gebruikt voor motoren met minder (drie) cilinders, zoals de Redrup Radial en de motor van de ETA-motorfiets.

## Vliegtuigen
Met name voor vliegtuigen is deze cilinderopstelling gunstig vanwege de compacte bouw en de uitstekende koeling door de propeller en de vliegwind. Andere voordelen ten opzichte van een lijnmotor met achter elkaar opgestelde cilinders zijn eenvoud van constructie en een betere vermogen/massa-verhouding. De marineluchtvaartdiensten in de VS kozen voor de stermotor vanwege de hogere betrouwbaarheid bij vluchten boven water.
Stermotoren hebben meestal een oneven aantal cilinders 3, 5, 7 of 9. Om te voldoen aan de vraag naar extra vermogen werd het aantal cilinders verdubbeld. Dit is gerealiseerd door achter de eerste blok met cilinders een tweede blok met cilinders te plaatsen. Deze achterste cilinders staan niet in lijn met de voorste, maar verspringen een halve cilinder zodat de luchtkoeling beter kan plaatsvinden. Later zijn er nog stermotoren gekomen met drie, en zelfs vier, achter elkaar geplaatste cilinderblokken, maar dit leidde tot koelingsproblemen met name voor de achterste cilinders die het verste van de luchtinlaat zitten.
Een bijzonder type stermotor is de rotatiemotor, waarbij de hele motor draait rondom de stilstaande krukas. Nadeel van dit type motor is de grote bewegende massa, waardoor snelle toerentalwisselingen niet goed mogelijk zijn. Voor vliegtuigen is dit nadeel echter minder groot. In de pioniersfase van de luchtvaart, ongeveer van 1909 tot 1919, was de rotatiemotor dominant vanwege de betere koeling ten opzichte van de stationaire stermotor die vaak kampte met oververhitte cilinders. Toen dit koelprobleem bij de stermotor eenmaal was opgelost verdwenen de rotatiemotoren snel van het toneel.
Na de Tweede Wereldoorlog werd de stermotor in de kleine luchtvaart verdrongen door de compactere luchtgekoelde boxermotor. In grote passagiersvliegtuigen werden stermotoren tot in de jaren 1960 breed toegepast (DC-3, DC-7 en Lockheed Constellation). De stermotoren werden hierna snel verdrongen door straalmotoren welke sneller en hoger vliegen mogelijk maakten.

## Motorfietsen en auto's
Bij andere typen voertuigen werd de stermotor slechts sporadisch gebruikt. Motorfietsen met een stermotor zijn uitermate zeldzaam, maar in  automobielen is de stermotor onder andere gebruikt in de Porsche Type 12 en de Monaco-Trossi.
De Shermantank was ook met een stermotor uitgerust.

## Fotogalerij

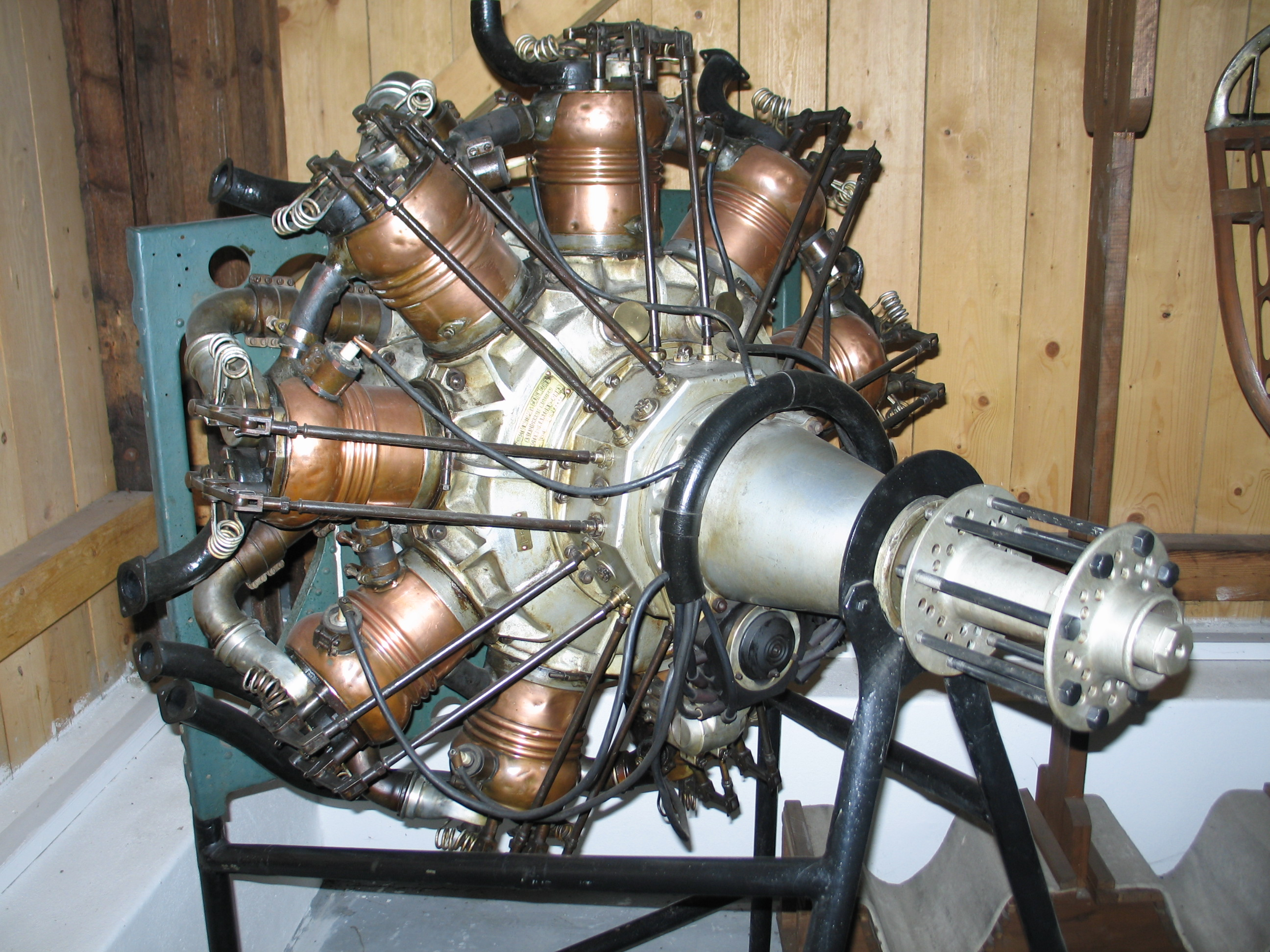
Stermotor van een vliegtuig
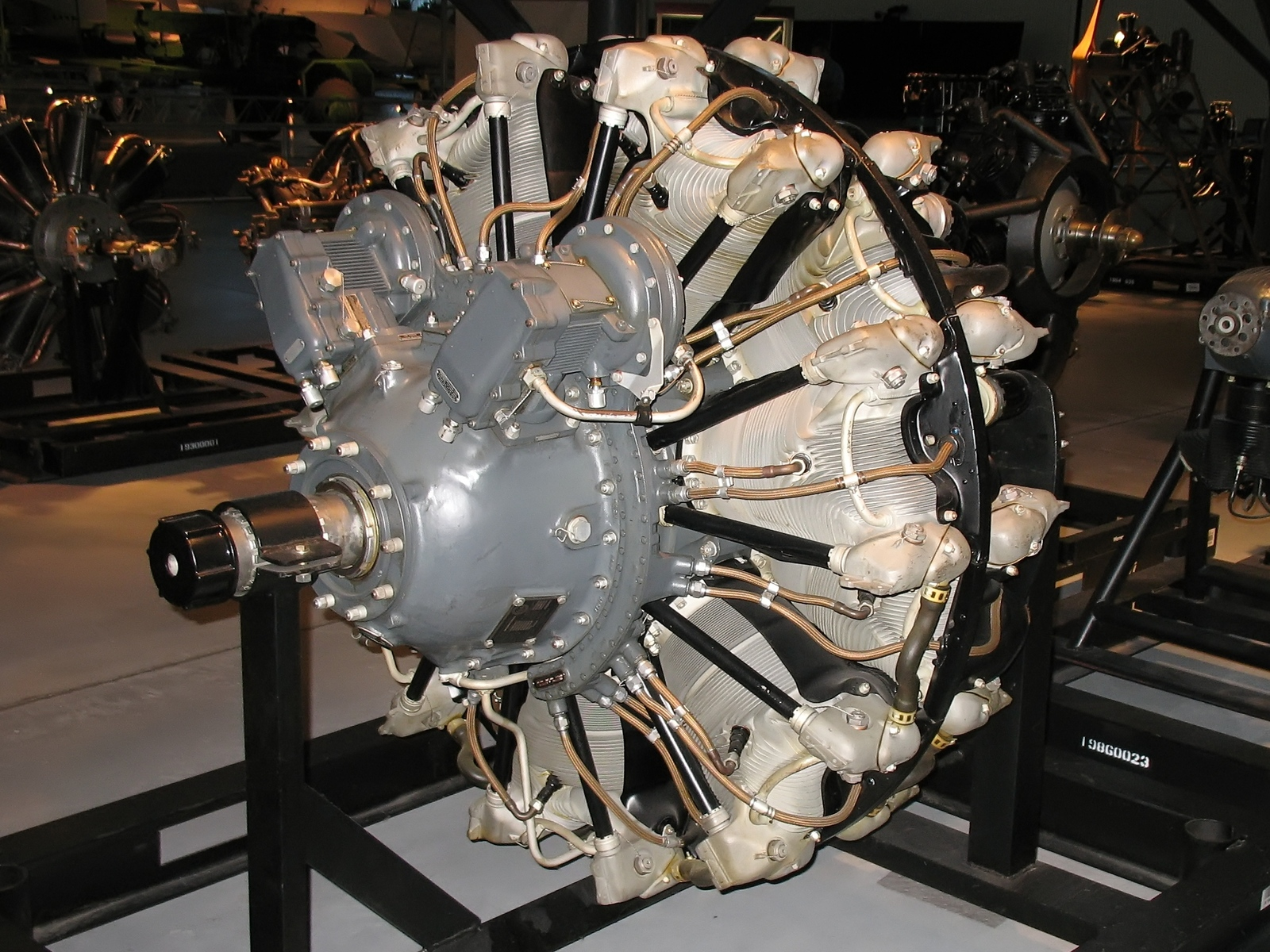
Pratt & Whitney R-2000 (Twin Wasp) motor, met 7x2=14 cilinders
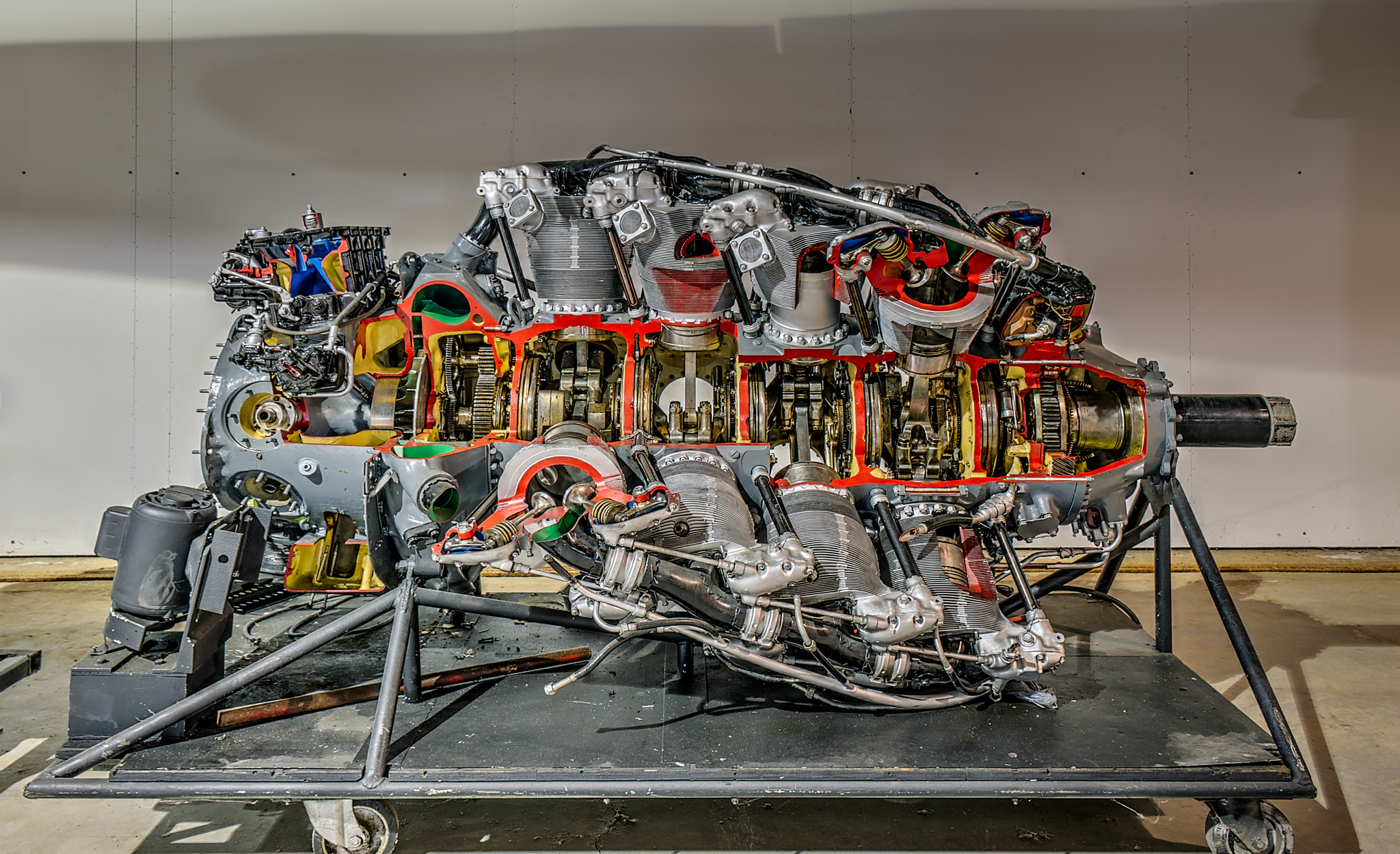
Pratt & Whitney R-4360 (Wasp Major) met 7x4=28 cilinders
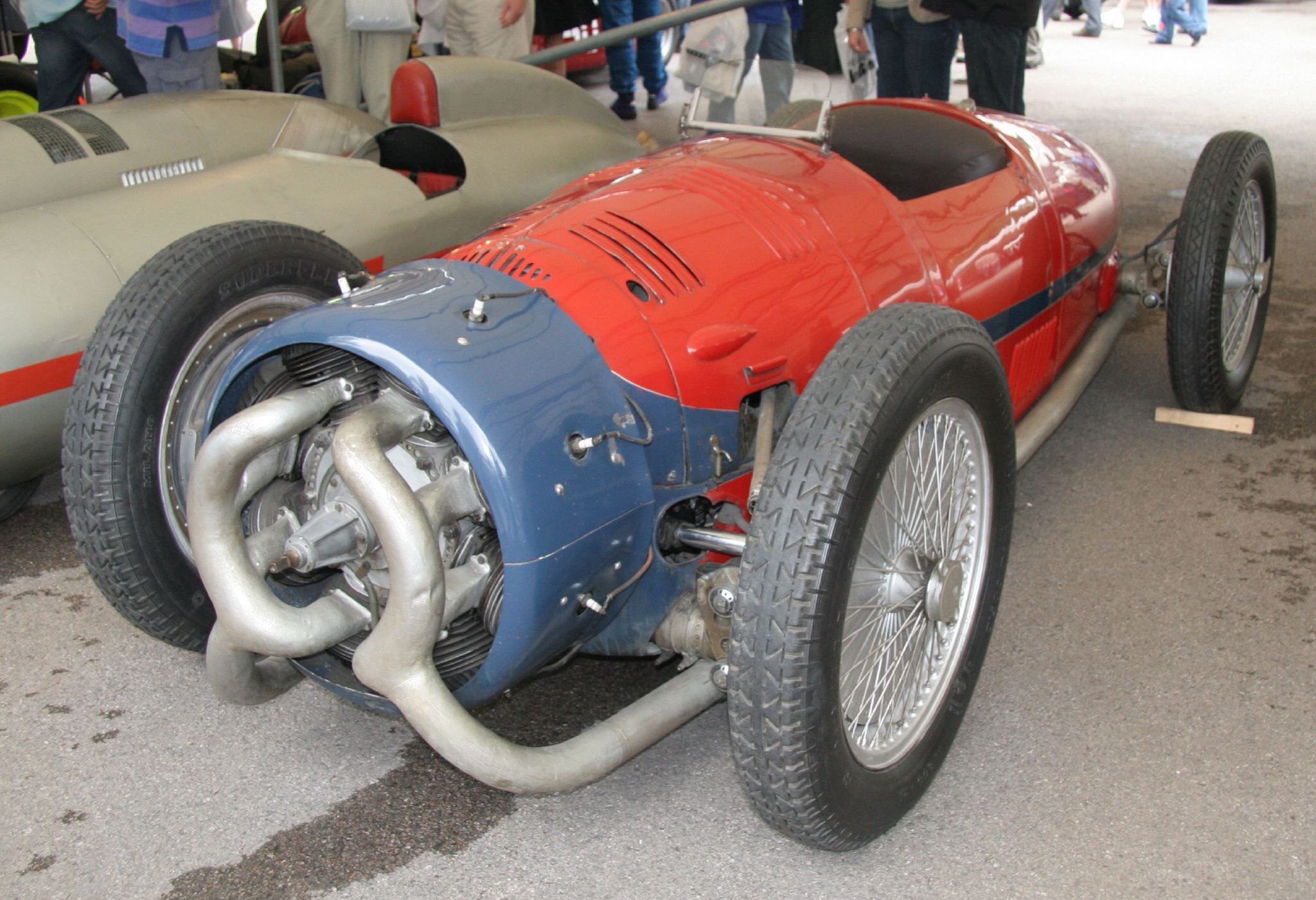
Monaco-Trossi (1935), een zeldzaam voorbeeld van een stermotor in een auto
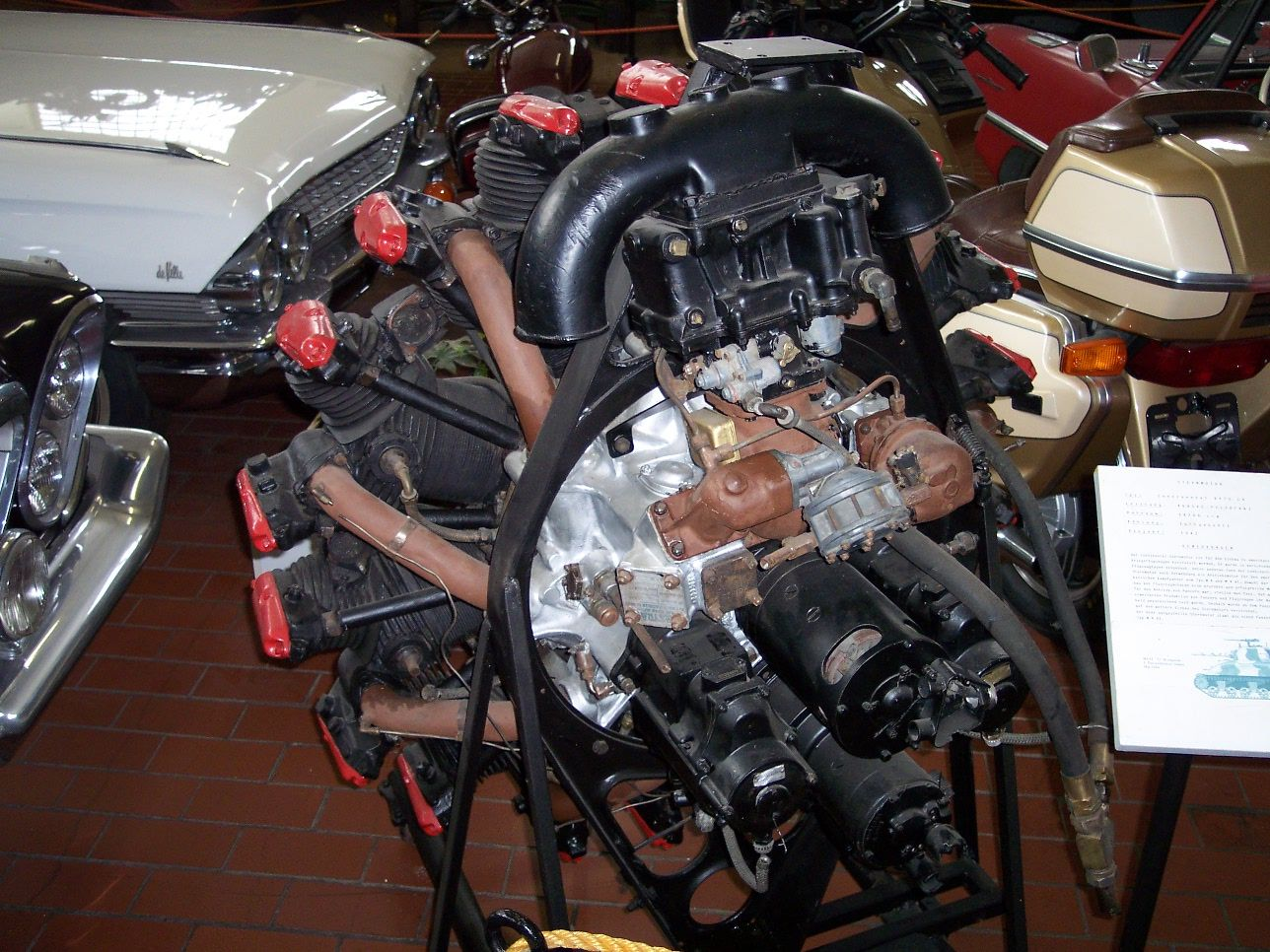
Wright R-975 vliegtuigmotor gebruikt in de M4 Sherman tank